# Kazuhiro Senoo
Kazuhiro Senoo (妹尾和浩 Senoo Kazuhiro?) es un artista afiliado con la marca Toshiba-EMI en Japón. Él contribuyó en varios videojuegos de Bemani, especialmente en Dance Maniax, y en Mambo a Go Go. Kazuhiro también compuso algunas canciones para algunas entregas de la serie de Mahjong Fight Club.
Kazuhiro no ha escrito ninguna canción nueva específicamente para Bemani desde 2002 y la última actividad más reciente fue en 2009, en el cual se lanzó	el álbum GuitarFreaksV6 & DrumManiaV6 BLAZING!!!! Original Soundtracks

## Música principal
La siguiente lista muestra las canciones que fueron creadas por el mismo autor y también con los artistas que trabajó para su elaboración:

### Dance Maniax
- Heaven is a '57 metallic gray ～gimmix～ Hiro feat. Sweet little 30's
- GET IT ALL BRASS TRICKS
- MAD BLAST THE INFECTION
- MEANING OF LIFE K.Wit feat. GARY
- KEEP IT GOING K.Wit feat. Anthony Shoemo
- VIRTUAL MIND Brian Morris feat. Thomas

### Dance Dance Revolution
- Entry of the Gladiators Kaz Mix Julius Fucik

### GuitarFreaks & DrumMania
- BREAK OUT Thomas Howard Lichtenstein
- I'M GONNA GET YOU! Kelly Cosmo
- LIAR! LIAR! ♪♪♪♪♪
- ダイナマイト ♪♪♪♪♪
- FIRE IN THE DARK Kevin Vecchione
- E-MAIL ME! Paula Terry
- mottö ♪♪♪♪♪
- plastic imitations Kevin Vecchione
- 天体観測 ♪♪♪♪♪
- under control Kevin Vecchione
- ジェットにんぢん ♪♪♪♪♪
- MAD BLAST ~DRASTIC AGGRESSION STYLE~ THE INFECTION

### Mambo a Go Go
- Café del BANANO Kazuhiro Senoo
- Dance the night away KAZ SENOO feat. MANNY MENDEZ
- EL DIA FELIZ ♪♪♪♪♪

### Pop'n music
- 麻雀格闘倶楽部特別接続曲 麻雀格闘倶楽部